# Čeť
Čeť (rusky Четь) je řeka v Tomské oblasti s horním tokem v Krasnojarském kraji v Rusku. Je 432 km dlouhá. Povodí má rozlohu 14 300 km².

## Průběh toku
Teče po jihovýchodním okraji Západosibiřské roviny. Ústí zprava do Kiji (povodí Obu) na 12 říčním kilometru.

## Vodní režim
Zdrojem vody jsou sněhové srážky. Průměrný průtok vody činí 66 m³/s. Zamrzá na konci října až v listopadu a rozmrzá na konci dubna až na začátku května. Nejvyšších vodních stavů dosahuje v květnu.

## Využití
Řeka je splavná.